# Academia Interamericana de Ballet
Academia Interamericana de Ballet fue una escuela de danza fundada en Caracas, Venezuela, por Margot Contreras en el año 1955.
Cuando fue creada la Academia Interamericana se incorporaron al proyecto muchos de los alumnos de la Escuela Nacional de Ballet que estaba dirigido por Nena Coronil.
Gracias a la organización de su directora, Margot Contreras, esta academia contó con importantes maestros internacionales como su hermana Irma Contreras, Lila Nikolska, Henry Danton, Lynne Golding, William Dollar, Ana Istomina y Addy Addor; y un numeroso alumnado y, al poco tiempo, se convirtió en la mejor escuela de ballet del país.
Algunos de los alumnos de la Academia Interamericana lograron alcanzar relevancia internacional como bailarines y maestros: Zhandra Rodríguez, Fanny Montiel, Domingo Renault, Everest Mayora, Hercilia López, solo por citar algunos.
La Academia Interamericana de Ballet permaneció activa por más de 30 años y en 1989 fue traspasada por las hermanas Contreras a Zhandra Rodríguez pero, en 1990, se deshizo el convenimiento por no contar con el suficiente presupuesto para mantener la Academia.